# Orsodacnidae
Orsodacnidae es una pequeña familia de insectos en Polyphaga en el orden Coleoptera (escarabajos). Anteriormente estuvo incluida como subfamilia de Chrysomelidae. Es la más pequeña de las familias de Chrysomeloidea en América del Norte; Oxypeltidae es más pequeña, con solo tres especies que habitan en América del Sur.

## Géneros
- Aulacoscelis
- Janbechynea
- Orsodacne